# 條紋辛普遜鱂
條紋辛普遜鱂，為輻鰭魚綱鯉齒目鰕鱂亞目溪鱂科的其中一種，為熱帶淡水魚，分布於南美洲巴西聖弗朗西斯科河流域，體長可達5公分，棲息在氾濫平原的季節性水塘，生活習性不明，可作為觀賞魚。

## 擴展閱讀
維基物種上的相關：條紋辛普遜鱂